# Paul Jennings Hill
Paul Jennings Hill, né le 6 février 1954 à Miami et mort exécuté le 3 septembre 2003 dans la Prison d'État de Floride à Starke, est un ministre américain et terroriste anti-avortement américain. Il a été exécuté pour les meurtres du médecin John Britton ainsi que le lieutenant-colonel James Barrett.

## Biographie
Paul Jennings Hill est né à Miami, en Floride, le 6 février 1954. Son père, Oscar Jennings Hill, était un pilote d'avion.
Il s'est inscrit à l'Université Belhaven où il a rencontré sa future épouse, Karen Demuth, avec qui il aura trois enfants.
Le 29 juillet 1994, le Dr John Britton et James Barrett, ambulancier, furent tous deux assassinés devant le centre gynécologique de Pensacola (Floride).
L'auteur de ce double meurtre est un ancien pasteur presbytérien : Paul Hill. Il n'a pas tenté de fuir les lieux du crime, ni démenti être l'auteur du double  assassinat, et renoncera à faire appel.
Paul Jennings Hill fut condamné à la peine de mort pour double meurtre le 6 décembre 1994 et exécuté par injection létale à la Prison d'État de Floride à Starke le 3 septembre 2003. Il avait 49 ans.